# Kino Stylowy Zamość

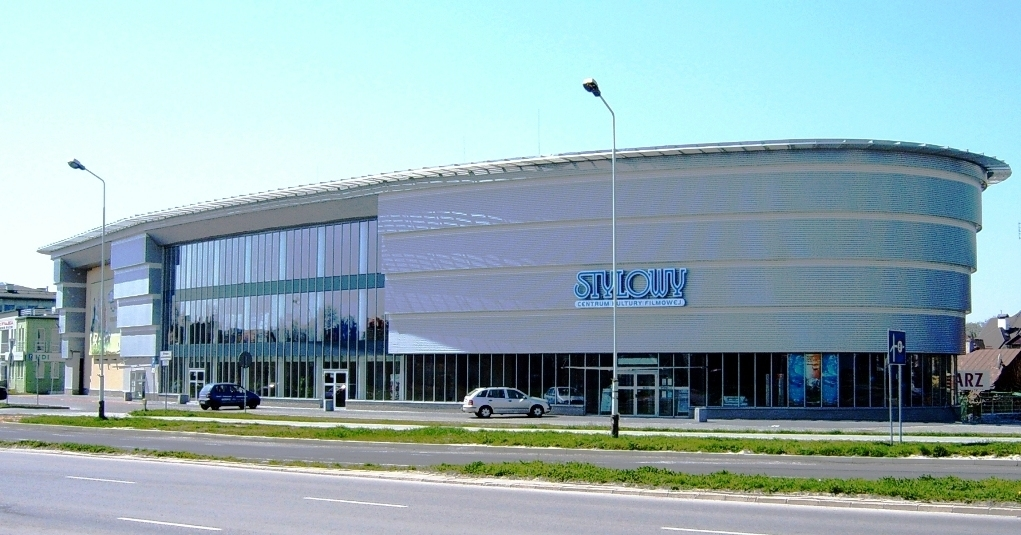
Centrum Kultury Filmowej „Stylowy”

Centrum Kultury Filmowej „Stylowy” – wcześniej było znane jako Kinoteatr „Stylowy”. Powstało w 1926 roku i przez wiele lat mieściło się w przebudowanym budynku zlikwidowanego kościoła franciszkanów. Od 2010 roku kino mieści się w nowo zaprojektowanym budynku w innej części miasta.

## Działalność kina
„Stylowy” rozpoczął swoją działalność już w 1926 r. w kościele franciszkańskim zniszczonym przez Austriaków. Podczas II wojny światowej Niemcy zmienili nazwę kina na „Capitol”. Po wojnie kino ponownie zostało otwarte i przeprowadzono w nim gruntowny remont. Kino „Stylowy” przed wojną gościło takie osoby jak Juliusza Osterwę i Stanisława Wolińskiego. W czasach III Rzeczypospolitej również wiele innych znanych osób, m.in. Bożenę Dykiel, Stanisławę Celińską, Katarzynę Skrzynecką, Jolantę Fraszyńską, Annę Romantowską, Daniela Olbrychskiego, Krzysztofa Zanussiego, Martę Meszaros, Sergio Basso, Jerzego Łukaszewicza, Krzysztofa Kolbergera, Piotra Szwedesa, Krzysztofa Majchrzaka, Pawła Kukiza.

## Opis obiektu z 2010 roku
Obecnie kino znajduje się na ul. Odrodzenia 9 w Zamościu. W 2006 r. „Stylowy” otrzymało dotację od Urzędu Miasta Zamość na koncepcję architektoniczną. Biuro architektoniczne Plusart.pl Architekci z Łodzi podjęli się opracowania nowego wyglądu kina i ich projekt przypadł do gustu Prezydentowi Miasta Zamościa Panu Marcinowi Zamoyskiemu i ówczesnej Radzie Miasta. Zamość złożył wniosek o dofinansowanie kosztów budowy Centrum Kultury Filmowej i otrzymał wysoką ocenę od Regionalnego Programu Operacyjnego Województwa Lubelskiego, dzięki temu został skierowany do realizacji. Budową nowego kina zajęła się firma Flisbud z Janowa Lubelskiego w czerwcu 2009 roku. Budowa poszła o tyle sprawnie, że już 30 lipca 2010 roku odbył się pierwszy seans filmowy.

## Wydarzenia
- W CKF Stylowy w grudniu 2010 roku odbyło się XXX jubileuszowe Forum Wokół Kina.
- W 2011 roku miały miejsce 2 konferencje medyczne: Zjazd Krajowy Polskiego Towarzystwa Ortodontycznego oraz Polsko-Ukraińską Ortopedyczną Konferencję Naukową.
- W 2013 roku odbyła się pierwsza edycja Zamojskiego Festiwalu Filmowego „Spotkania z historią”, organizowanego wspólnie z TVP Historia i Miastem Zamość.
- Międzynarodowe Dni Filmu Religijnego „Sacrofilm”
- „Alchemia Kina”
- W styczniu 2014 roku odbyła się uroczysta prapremiera komedii „Wkręceni” z udziałem reżysera Piotra Wereśniaka i aktorów: Piotra Adamczyka, Bartosza Opani, Pawła Domagały[1][2].

## Nagrody i wyróżnienia
- 2019 Nagroda Stowarzyszenia Kina Polskie „Honorowy Złoty Bilet” dla Mariana Świątkowskiego – pracownika CKF Stylowy – za wybitne zasługi w rozpowszechnianiu filmów w Polsce
- 2018 Nagroda za rekordową frekwencję na filmie „Dywizjon 303. Historia prawdziwa”
- 2018 Nagroda Polskiego Instytutu Sztuki Filmowej w kategorii: Kino
- 2018 Nominacja do Nagrody Polskiego Instytutu Sztuki Filmowej w kategorii: Kino
- 2018 Nagroda za najlepsze wyniki frekwencyjne w rozpowszechnianiu filmów europejskich i światowych w kategorii: Najlepszy wynik na filmie będącym ekranizacją książki w 2017 r. za film „Ciemniejsza strona Graya”
- 2018 Nagroda za najlepsze wyniki frekwencyjne w rozpowszechnianiu filmów europejskich i światowych w kategorii: Najlepszy wynik na filmie animowanym w 2017 r. za animację „Gru, Dru i Minionki”
- 2017 Andrzej Bubeła dyrektor CKF Stylowy został powołany na członka Rady Polskiego Instytutu Sztuki Filmowej
- 2013 Nominacja do Nagrody Polskiego Instytutu Sztuki Filmowej w kategorii: Kino
- 2013 Nagroda Stowarzyszenia Kina Polskie „Honorowy Srebrny Bilet” dla Radosława Turczyna – pracownika CKF Stylowy – za wybitne zasługi w rozpowszechnianiu filmów polskich
- 2011 Nagroda Stowarzyszenia Kina Polskie „Honorowy Złoty Bilet” dla Andrzeja Bubeły – dyrektora CKF Stylowy – za wybitne zasługi w rozpowszechnianiu filmów polskich
- 2011 Centrum Kultury Filmowej w Zamościu najpopularniejszym projektem w Regionalnym Programie Operacyjnym Województwa Lubelskiego.
- 2000 Nominacja do Nagrody Totus w kategorii „Osiągnięcia w dziedzinie kultury chrześcijańskiej” za 6. edycję Międzynarodowych Dni Film Religijnego Sacrofilm
- 1999 I Nagroda za rozpowszechnianie filmu „Pan Tadeusz” w kategorii miasta o wielkości do 150 000 mieszkańców[1][2].